# Мозырь (горнолыжный комплекс)
Горнолыжная база «Мозырь» — открытая горнолыжная база специализированной детско-юношеской школы олимпийского резерва № 1 Мозырского района в городе Мозыре Гомельской области Белоруссии, ранее — спортивно-оздоровительный горнолыжный комплекс (центр).
Располагается на территории заказника «Мозырские овраги» на берегу реки Припяти. Горнолыжный сезон продолжается с декабря по март.

## История
Горнолыжная база была открыта 1 декабря 2006 года. Построена по проекту института «Полесьепроект».
К 2012 году организация имела 300 млн рублей убытков. В конце ноября 2012 года горнолыжная база была присоединена к СДЮШОР № 1 Мозырского района. В 2017 году среди посетителей более трети составляли граждане Черниговской и Киевской областей Украины, и Брянской области России.
В 2020 году был проведён ремонт горнолыжной базы.

## Описание
Комплекс включает в себя несколько трасс с освещением и перепадом высот 20—30 м для обучения и катанию на горных лыжах:
- учебная — длиной в 120 м и шириной в 60 м;
- профессиональная — длиной в 300 м и шириной в 30 м, высота уклона составляет 35 м (17 %). На ней функционирует бугельный подъёмник длиной 210 м, пропускная способность достигает 200 человек за час;
- склоны для тюбинга, сноубордов, каток, площадки для хоккея, также действует аттракцион «Тобогган».